# Arondismentul Aubusson
Arondismentul Aubusson (în franceză Arrondissement d'Aubusson) este un arondisment din departamentul Creuse, regiunea Limousin, Franța.

## Subdiviziuni

### Cantoane 2014
- Cantonul Aubusson
- Cantonul Auzances
- Cantonul Bellegarde-en-Marche
- Cantonul Chambon-sur-Voueize
- Cantonul Chénérailles
- Cantonul La Courtine
- Cantonul Crocq
- Cantonul Évaux-les-Bains
- Cantonul Felletin
- Cantonul Gentioux-Pigerolles
- Cantonul Royère-de-Vassivière
- Cantonul Saint-Sulpice-les-Champs

### Comune 2016
| 1. Alleyrat (23003)                    | 2. Arfeuille-Châtain (23005)           | 3. Ars (23007)                        | 4. Aubusson (23008)                   |
| 5. Auge (23009)                        | 6. Auzances (23013)                    | 7. Banize (23016)                     | 8. Basville (23017)                   |
| 9. Beissat (23019)                     | 10. Bellegarde-en-Marche (23020)       | 11. Blessac (23024)                   | 12. Bosroger (23028)                  |
| 13. Brousse (23034)                    | 14. Budelière (23035)                  | 15. Bussière-Nouvelle (23037)         | 16. Chamberaud (23043)                |
| 17. Chambon-sur-Voueize (23045)        | 18. Chambonchard (23046)               | 19. Champagnat (23048)                | 20. Chard (23053)                     |
| 21. Charron (23054)                    | 22. Le Chauchet (23058)                | 23. La Chaussade (23059)              | 24. Chavanat (23060)                  |
| 25. Châtelard (23055)                  | 26. Chénérailles (23061)               | 27. Clairavaux (23063)                | 28. Le Compas (23066)                 |
| 29. La Courtine (23067)                | 30. Crocq (23069)                      | 31. Croze (23071)                     | 32. Dontreix (23073)                  |
| 33. Le Donzeil (23074)                 | 34. Faux-la-Montagne (23077)           | 35. Felletin (23079)                  | 36. Flayat (23081)                    |
| 37. Fontanières (23083)                | 38. Fransèches (23086)                 | 39. Féniers (23080)                   | 40. Gentioux-Pigerolles (23090)       |
| 41. Gioux (23091)                      | 42. Issoudun-Létrieix (23097)          | 43. Lavaveix-les-Mines (23105)        | 44. Lioux-les-Monges (23110)          |
| 45. Lupersat (23113)                   | 46. Lussat (23114)                     | 47. Lépaud (23106)                    | 48. Magnat-l'Étrange (23115)          |
| 49. Mainsat (23116)                    | 50. Malleret (23119)                   | 51. Les Mars (23123)                  | 52. Le Mas-d'Artige (23125)           |
| 53. Mautes (23127)                     | 54. La Mazière-aux-Bons-Hommes (23129) | 55. Le Monteil-au-Vicomte (23134)     | 56. Moutier-Rozeille (23140)          |
| 57. Mérinchal (23131)                  | 58. La Nouaille (23144)                | 59. Nouhant (23145)                   | 60. Néoux (23142)                     |
| 61. Peyrat-la-Nonière (23151)          | 62. Pontcharraud (23156)               | 63. Poussanges (23158)                | 64. Puy-Malsignat (23159)             |
| 65. Reterre (23160)                    | 66. Rougnat (23164)                    | 67. Royère-de-Vassivière (23165)      | 68. Saint-Agnant-près-Crocq (23178)   |
| 69. Saint-Alpinien (23179)             | 70. Saint-Amand (23180)                | 71. Saint-Avit-de-Tardes (23182)      | 72. Saint-Avit-le-Pauvre (23183)      |
| 73. Saint-Bard (23184)                 | 74. Saint-Chabrais (23185)             | 75. Saint-Dizier-la-Tour (23187)      | 76. Saint-Domet (23190)               |
| 77. Saint-Frion (23196)                | 78. Saint-Georges-Nigremont (23198)    | 79. Saint-Julien-la-Genête (23203)    | 80. Saint-Julien-le-Châtel (23204)    |
| 81. Saint-Junien-la-Bregère (23205)    | 82. Saint-Loup (23209)                 | 83. Saint-Maixant (23210)             | 84. Saint-Marc-à-Frongier (23211)     |
| 85. Saint-Marc-à-Loubaud (23212)       | 86. Saint-Martial-le-Mont (23214)      | 87. Saint-Martial-le-Vieux (23215)    | 88. Saint-Martin-Château (23216)      |
| 89. Saint-Maurice-près-Crocq (23218)   | 90. Saint-Merd-la-Breuille (23221)     | 91. Saint-Michel-de-Veisse (23222)    | 92. Saint-Moreil (23223)              |
| 93. Saint-Médard-la-Rochette (23220)   | 94. Saint-Oradoux-de-Chirouze (23224)  | 95. Saint-Oradoux-près-Crocq (23225)  | 96. Saint-Pardoux-Morterolles (23227) |
| 97. Saint-Pardoux-d'Arnet (23226)      | 98. Saint-Pardoux-le-Neuf (23228)      | 99. Saint-Pardoux-les-Cards (23229)   | 100. Saint-Pierre-Bellevue (23232)    |
| 101. Saint-Priest (23234)              | 102. Saint-Quentin-la-Chabanne (23238) | 103. Saint-Silvain-Bellegarde (23241) | 104. Saint-Sulpice-les-Champs (23246) |
| 105. Saint-Yrieix-la-Montagne (23249)  | 106. Sainte-Feyre-la-Montagne (23194)  | 107. Sannat (23167)                   | 108. Sermur (23171)                   |
| 109. La Serre-Bussière-Vieille (23172) | 110. Sous-Parsat (23175)               | 111. Tardes (23251)                   | 112. Vallière (23257)                 |
| 113. Verneiges (23259)                 | 114. Viersat (23261)                   | 115. La Villedieu (23264)             | 116. La Villeneuve (23265)            |
| 117. La Villetelle (23266)             | 118. Évaux-les-Bains (23076)           |                                       |                                       |